# Hemictenius subpilosus
Hemictenius subpilosus är en skalbaggsart som beskrevs av Medvedev 1959. Hemictenius subpilosus ingår i släktet Hemictenius och familjen Melolonthidae. Inga underarter finns listade i Catalogue of Life.